# 美国总统特赦
美国总统特赦是指美国总统对犯有联邦罪（不包括違反州法律）的犯人的特赦。美国宪法第二条第2款第1项授予总统擁有特赦的权力。如果被赦免人不接受赦免，那麼總統特赦不會生效。总统能否赦免自己（自我赦免）則存在爭議。